# Liste der polnischen Wappengemeinschaften
Wappengemeinschaft bezeichnet eine Organisationsform des polnischen Adels. Mehrere Familien wurden unter einem Wappen vereint, wobei Blutsverwandtschaft keine Voraussetzung war.

## Definition
Mitglieder in Wappengemeinschaften konnten nur Adelige werden, wobei eine Familie durchaus auch mehreren Wappengemeinschaften angehören konnte, zum Beispiel die Fürsten Radziwiłł.
Das polnische Wort für Wappen, Herb, bedeutet „Erbe“. Der Erhalt des Erbes (Besitzes) war in einer polnischen Wappengemeinschaft das Hauptziel.
Wappengruppen gab es auch unter deutschen ritterlichen Familien, etwa die Wappengruppe Hirsch über Schach in Pommern oder die Scherenwappen (von Schernberg, von Scherenberg, Marschall, von Nordhausen, Giech) in Thüringen und Franken. Das Steinbock- bzw. Widderhorn führten z. B. die fränkischen Geschlechter Adelsheim, Fechenbach, Dürn und Kottwitz im Wappen. Eine genealogische Stammesgemeinschaft ist dabei möglich, aber nicht zwingend. Es handelte sich z. T. auch um andere ursprüngliche Berührungspunkte wie ein gemeinsames Lehens- oder Dienstverhältnis in Abhängigkeit vom selben Lehensherren oder um ritterliche Kampfgemeinschaften, etwa auf Kreuzzügen.

## Wappengemeinschaften

Herb Abdank (Awdaniec)
Herb Abstagen
Herb Achinger
Herb Achinger II
Herb Achinger III
Herb Agryppa
Herb Aksak
Herb Alabanda
Herb Alant
Herb Alant – odmiana
Herb Alemani
Herb Amadej
Herb Andruszkiewicz
Herb Andrault de Buy
Herb Antoniewicz
Herb Arquien
Herb Azulewicz
Herb Bajbuza
Herb Bawola Głowa
Herb Belina
Herb Bełty
Herb Beztrwogi
Herb Białynia
Herb Biberstein
Herb Boenisch
Herb Bogorya (Bogoria)
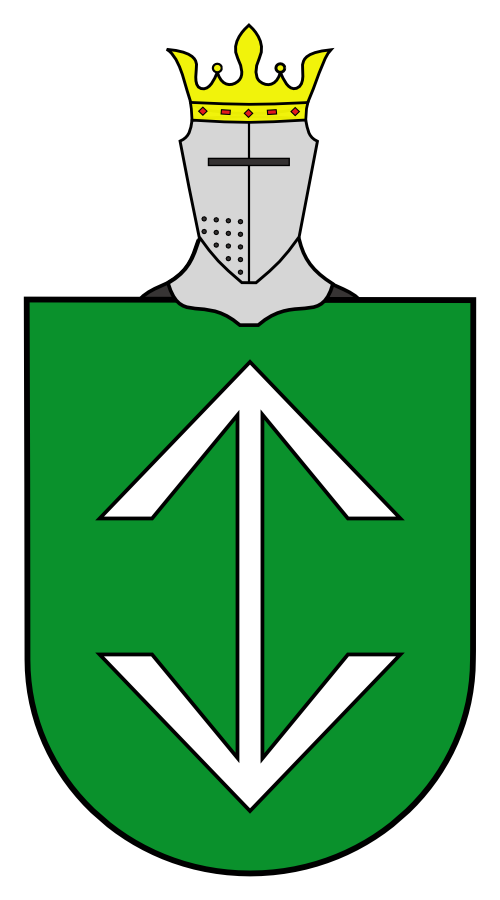
Herb Bogoria, odmiana II
Herb Bojcza
Herb Bończa
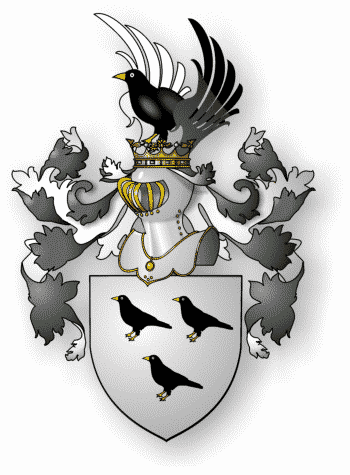
Herb Borch (Trzy-Kawki, Trzy-Kruki)
Herb Boreyko
Herb Bożawola
Herb Bożezdarz
Herb Brochwicz
Herb Bronic
Herb Brzuska
Herb Chalecki
Herb Charyton
Herb Chodkiewicz
Herb Cholewa
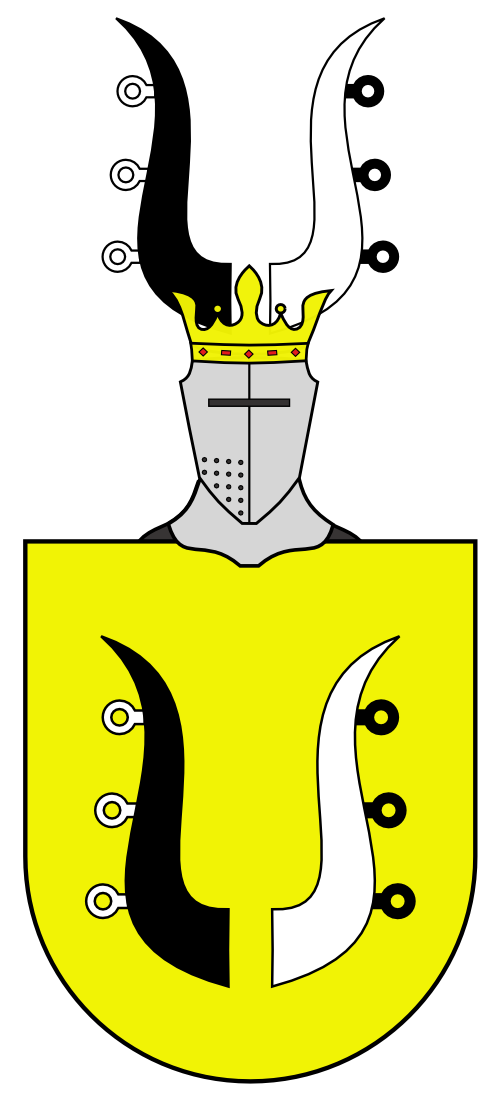
Herb Choryński
Herb Ciechanowiecki
Herb Cielątkowa
Herb Cieleski
Herb Ciężosił
Herb Ciołek
Herb Czartoryski (Pogoń Litewska odmiana)
Herb Czewoja
Herb Dąb
Herb Dąbrowa
Herb Dąbrowski I (Dołęga odmiana)
Herb Dębno
Herb Dęboróg
Herb Deszpot
Herb Dołęga
Herb Doliwa
Herb Drogosław
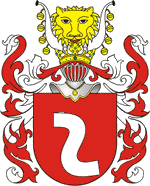
Herb Drużyna
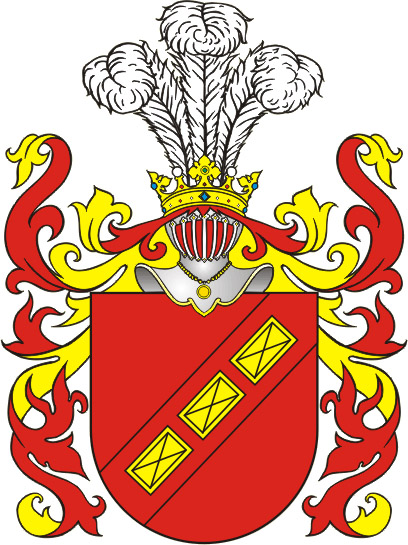
Herb Drya
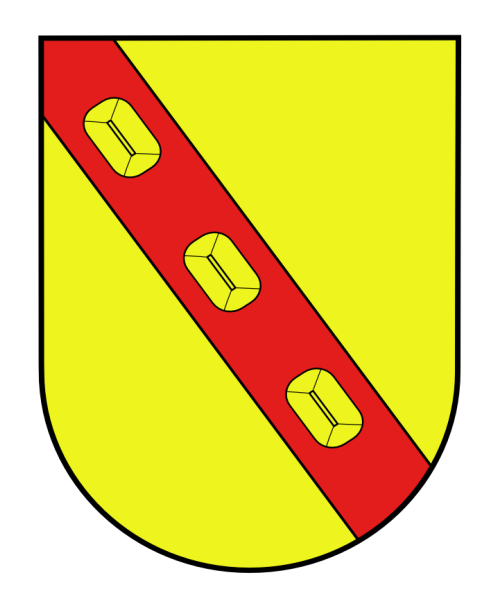
Herb Drya IV
Herb Drzewica
Herb Działosza
Herb Dzik
Herb Erbs
Herb Essen
Herb Estken
Herb Felseis
Herb Fleming
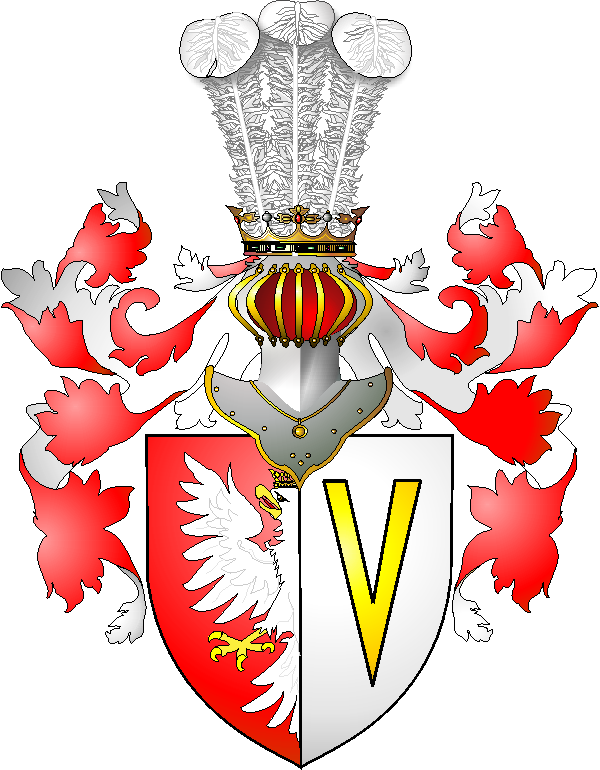
Herb Fornalski
Herb Giejsz
Herb Giełgud
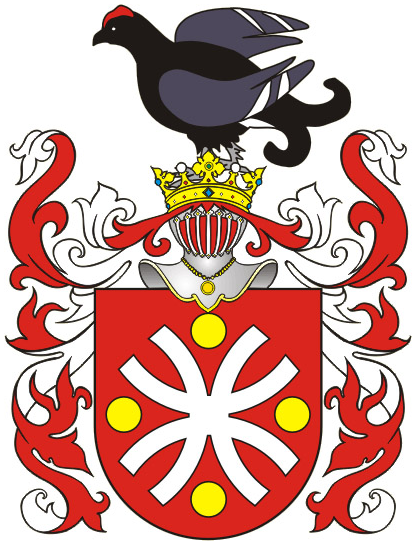
Herb Gierałt
Herb Ginwiłł
Herb Gliński
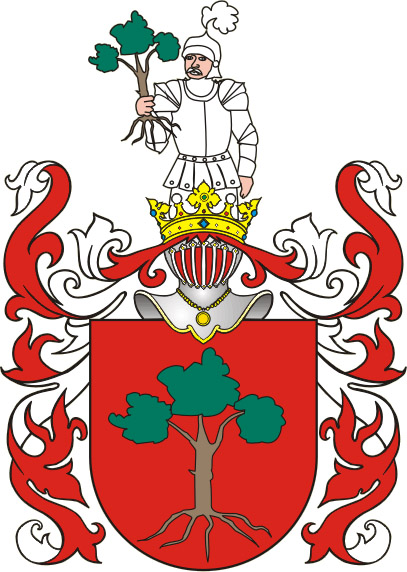
Herb Godziemba
Herb Gozdawa
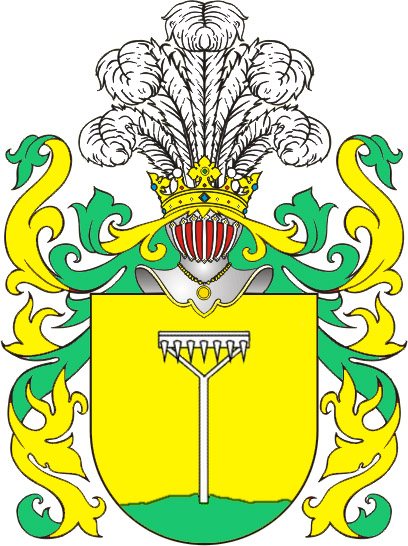
Herb Grabie
Herb Groty
Herb Gryf
Herb Grzymała
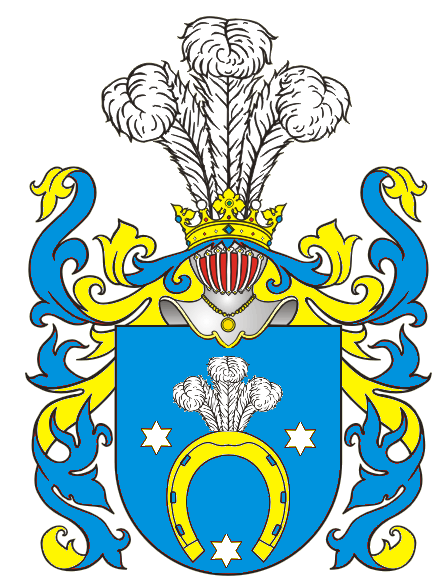
Herb Gutak
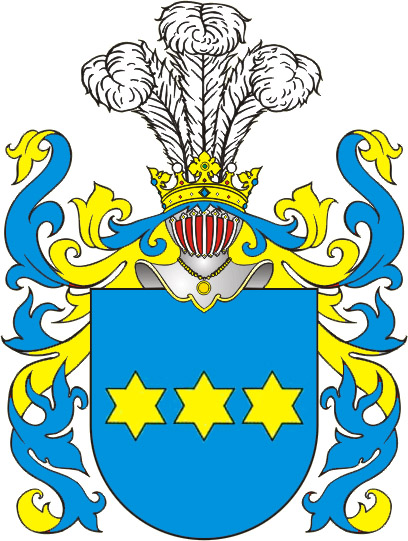
Herb Gwiazdy
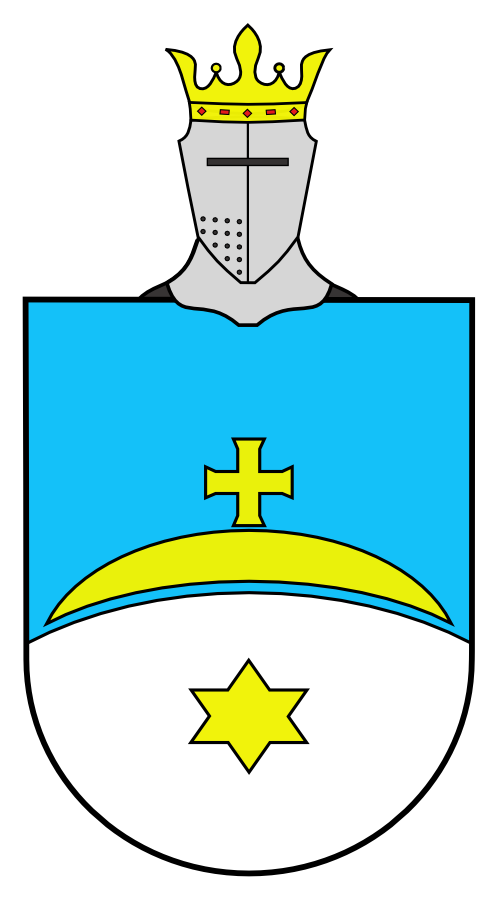
Herb Gwiaździcz
Herb Hahn
Herb Hełm
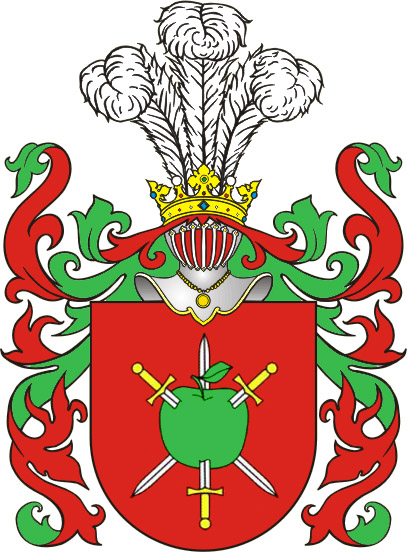
Herb Herburt
Herb Hilzen
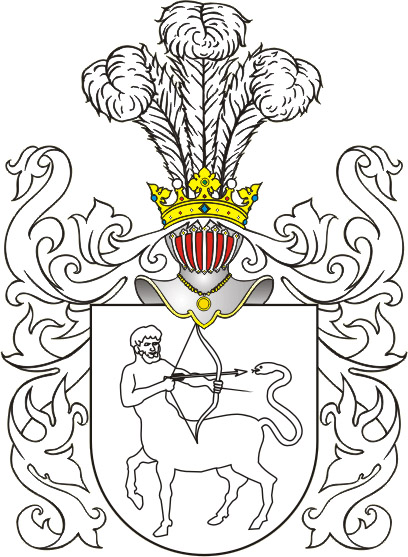
Herb Hipocentaur
Herb Hodyc
Herb Hołownia
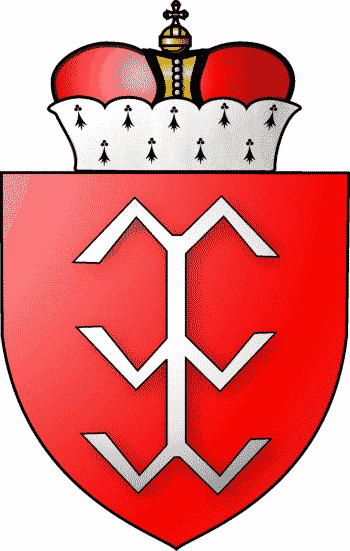
Herb Hołownia II
Herb Hornowski
Herb Hozyusz
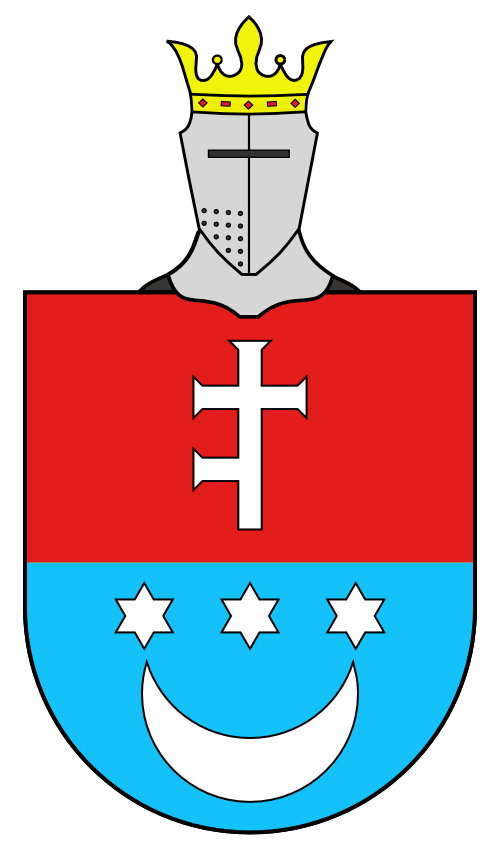
Herb Husarzewski
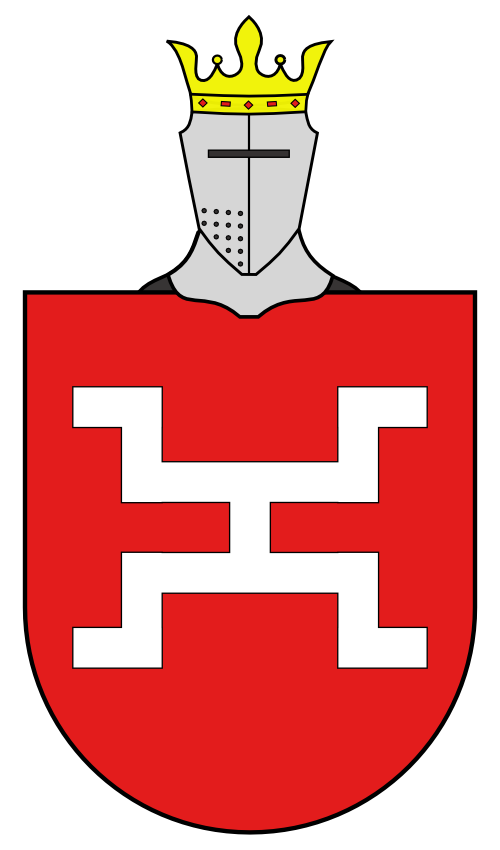
Herb Hutor
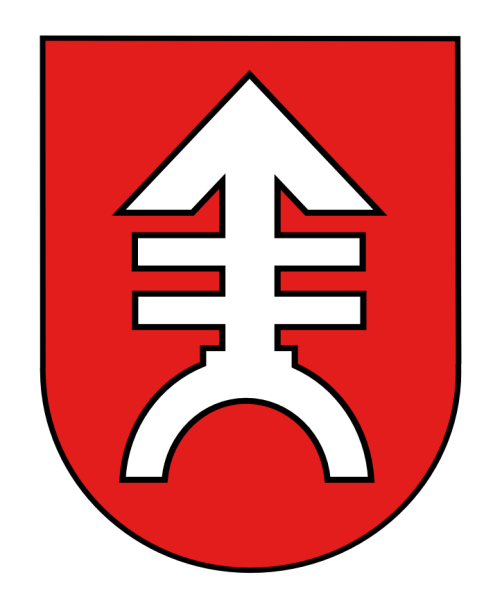
Herb Jakimowicz
Herb Janina
Herb Jasieńczyk
Herb Jastrzębiec
Herb Jelita (Koźlarogi, Koźlerogi, Nagody)
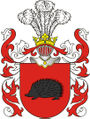
Herb Jeż
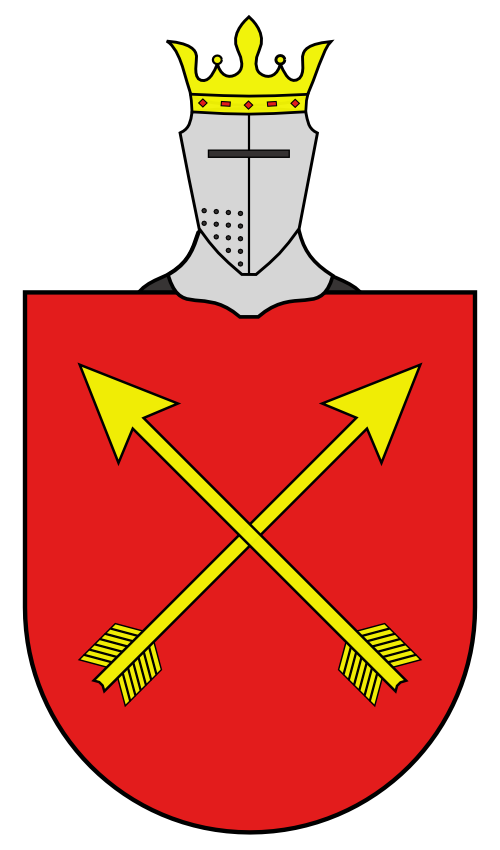
Herb Jodzieszko
Herb Junosza
Herb Kalinowa
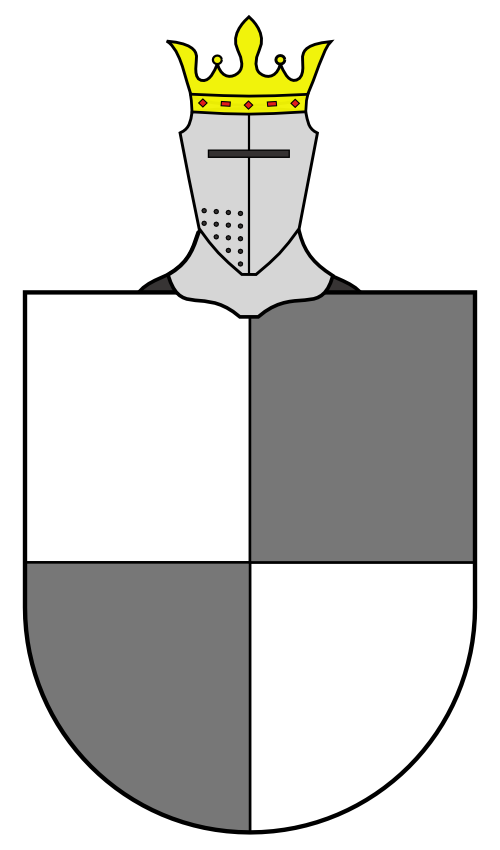
Herb Karęga
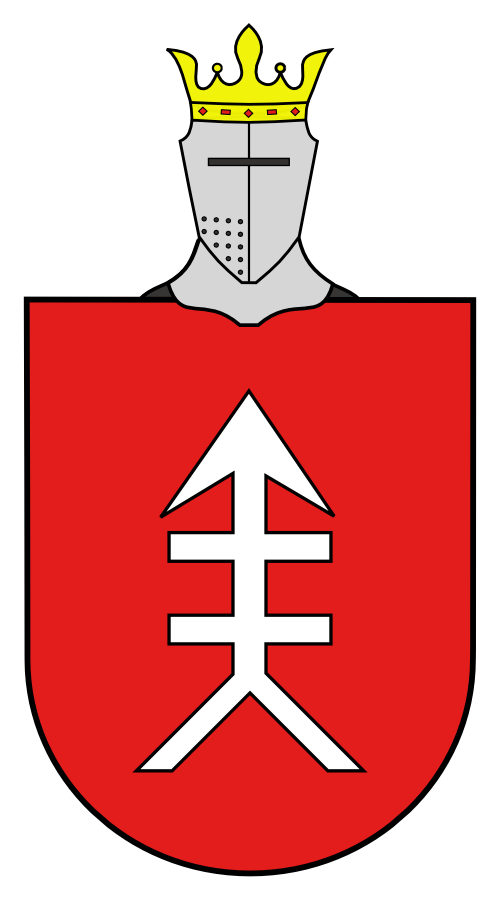
Herb Karnicki I
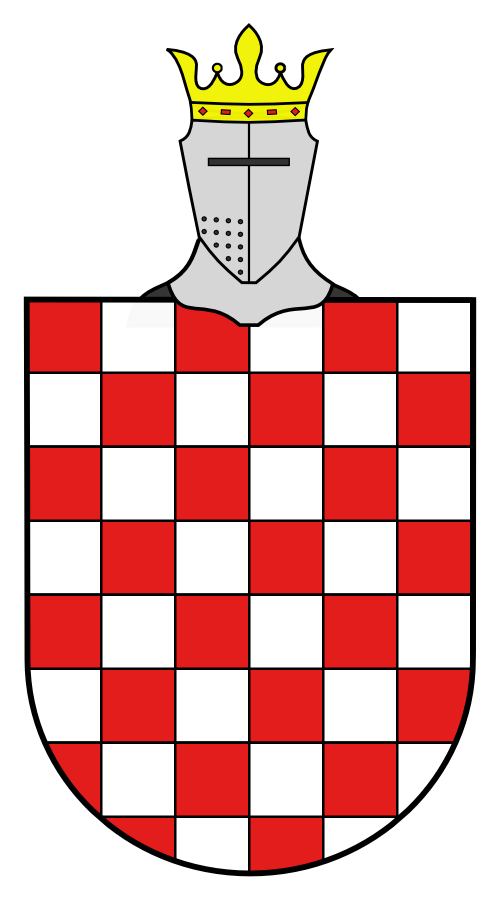
Herb Karnicki II
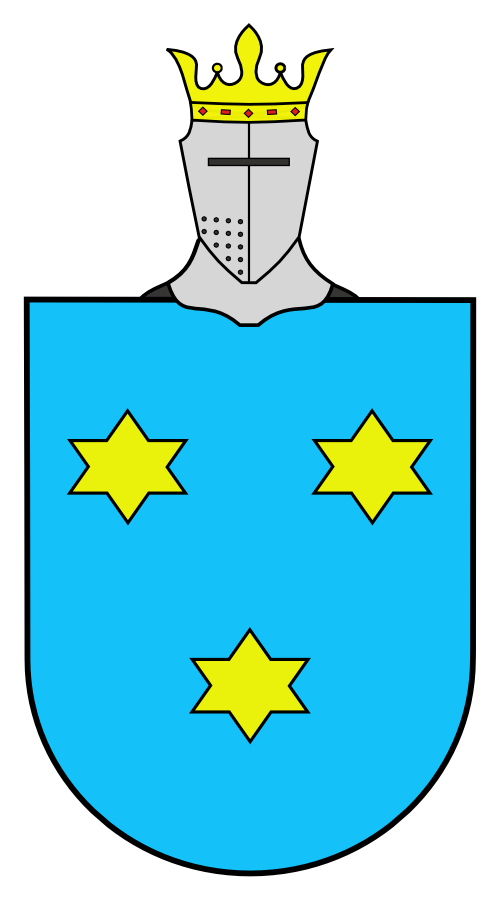
Herb Karp
Herb Kierdeja
Herb Klamry
Herb Komar
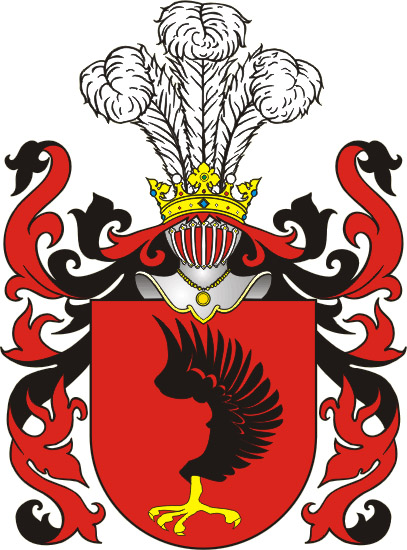
Herb Kopacz
Herb Kopaszyna
Herb Korab
Herb Korczak
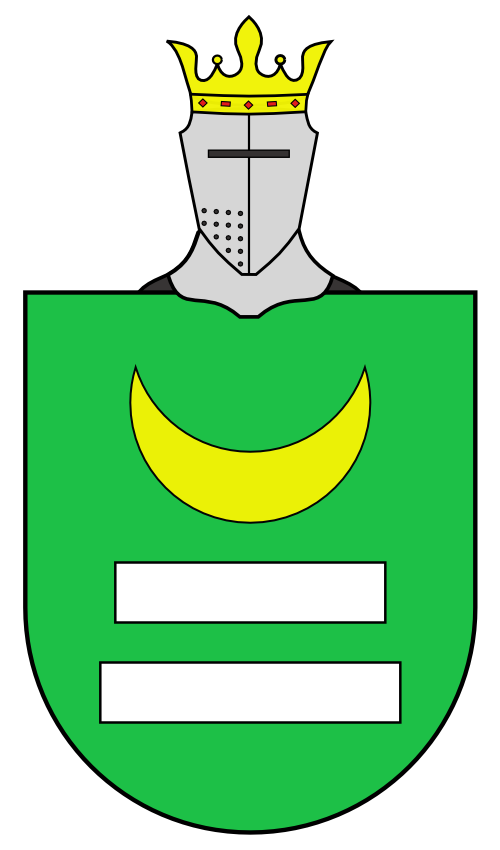
Herb Korczyk
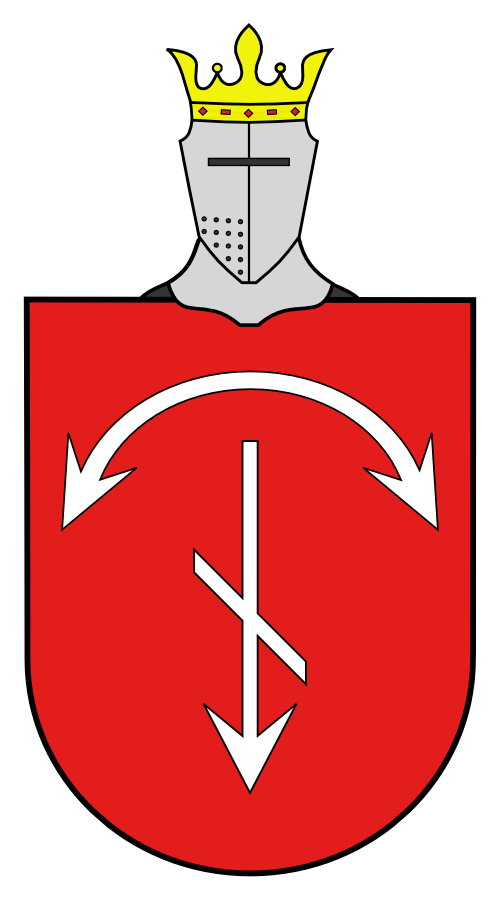
Herb Kordysz
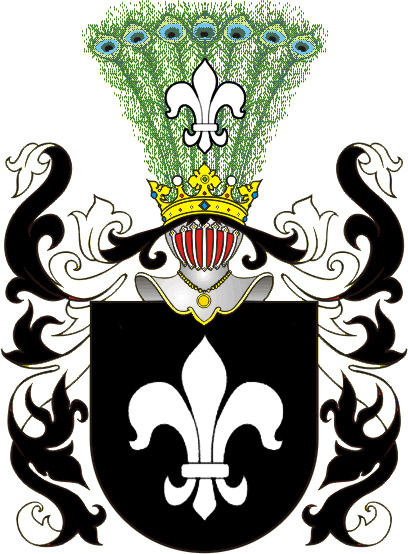
Herb Korsak
Herb Korwin (Ślepowron odmiana)
Herb Korybut
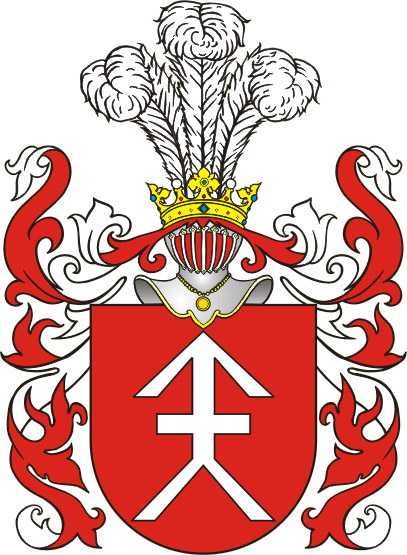
Herb Kościesza
Herb Kostrowiec I
Herb Kostrowiec II
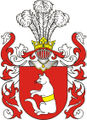
Herb Kot-Morski
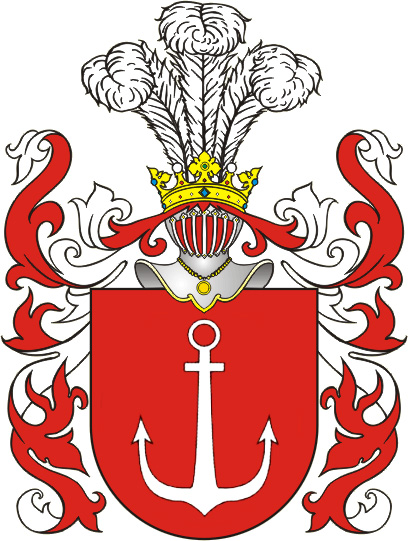
Herb Kotwica
Herb Kotwicz
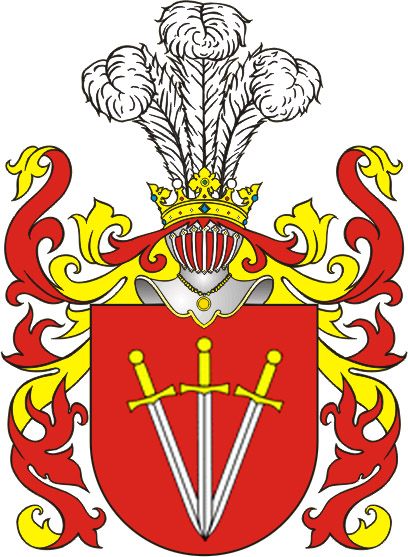
Herb Kownia
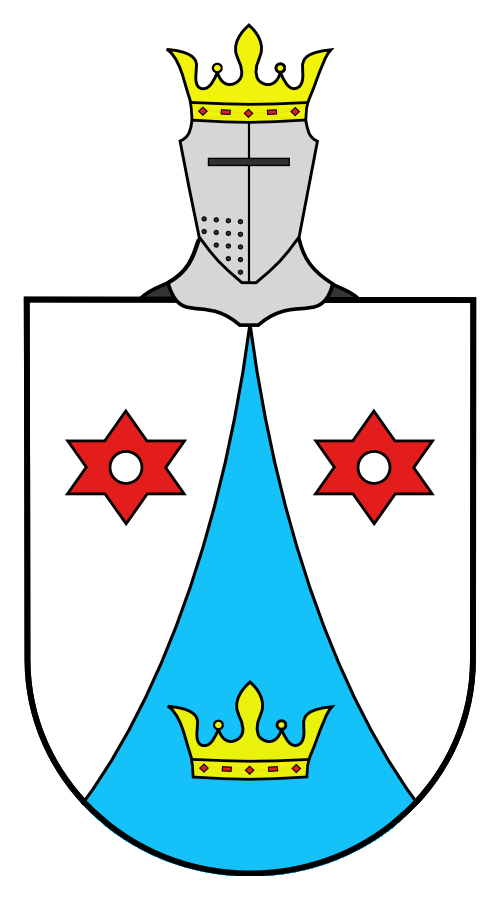
Herb Kronwald
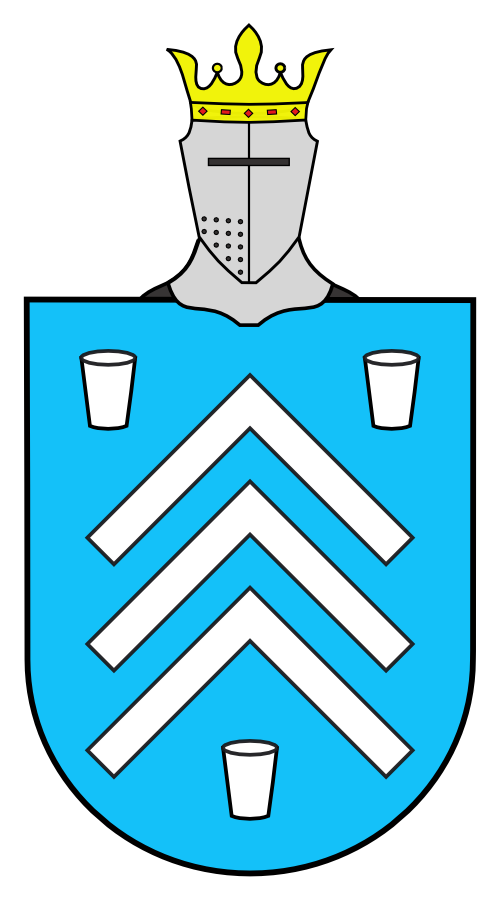
Herb Kruzer
Herb Kryger
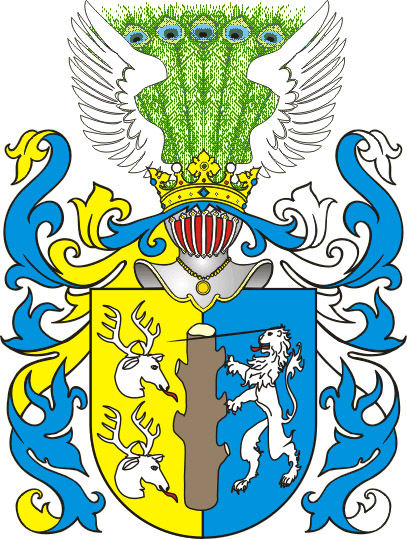
Herb Kryszpin
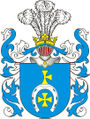
Herb Krzywda
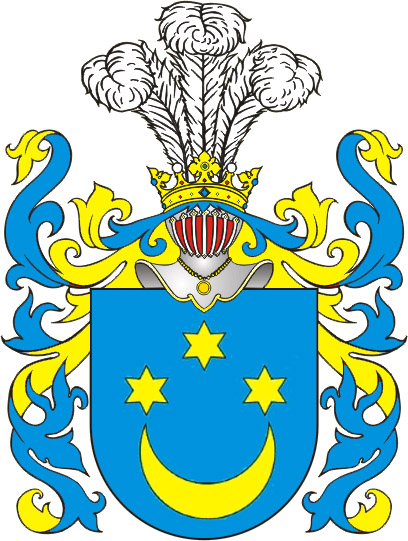
Herb Księżyc
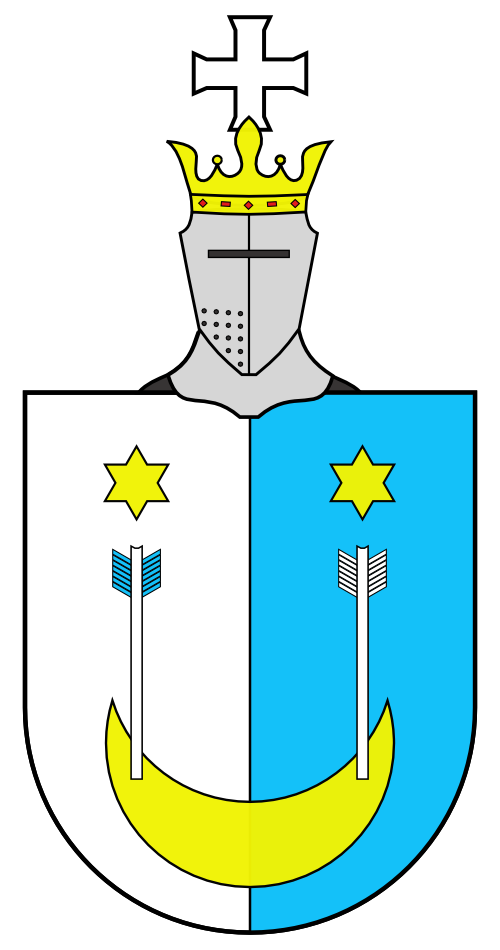
Herb Kujk
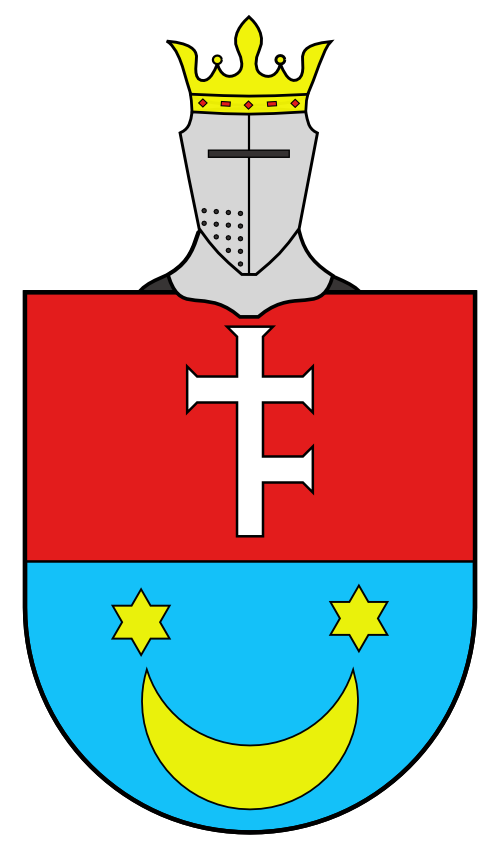
Herb Kulikowski
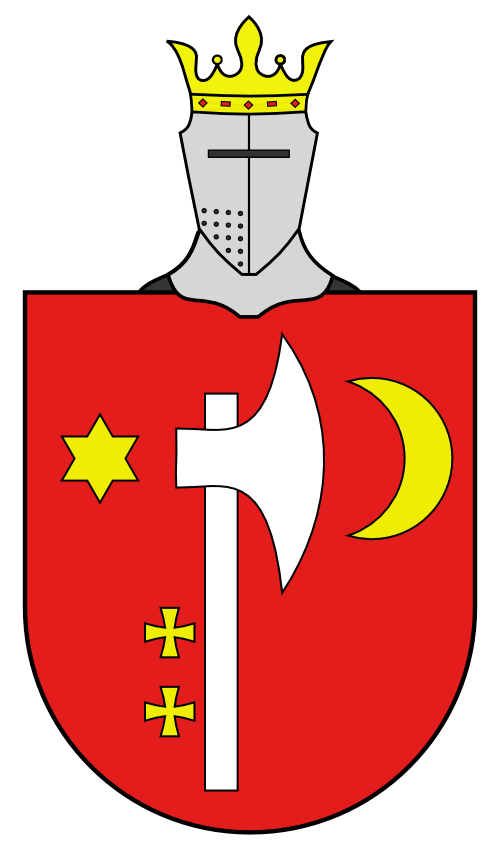
Herb Kułak
Herb Kur
Herb Kur II
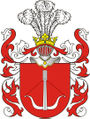
Herb Kusza
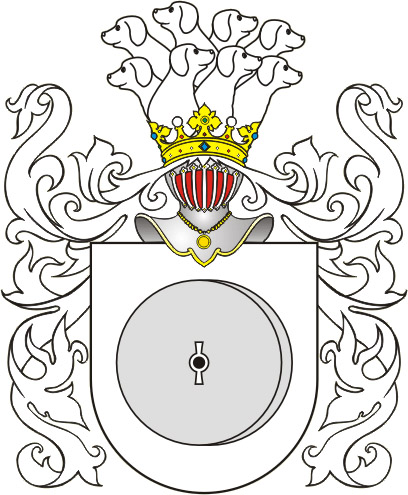
Herb Kuszaba
Herb Łabędź
Herb Lachnicki
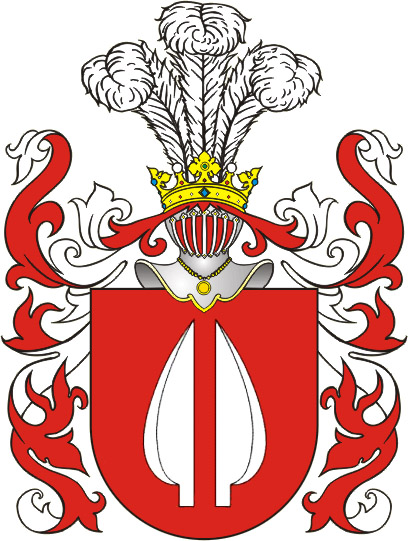
Herb Larysza
Herb Leliwa
Herb Leszczyc
Herb Lewart
Herb Lis
Herb Łodzia
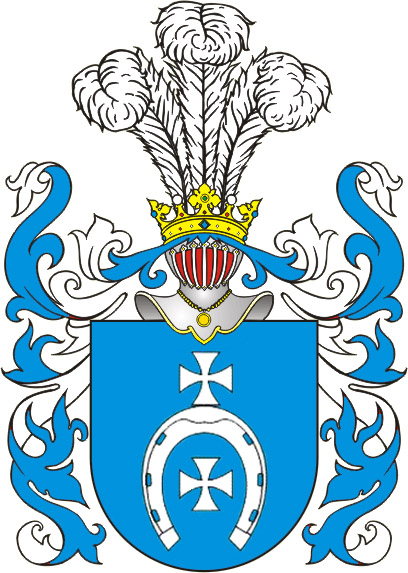
Herb Lubicz
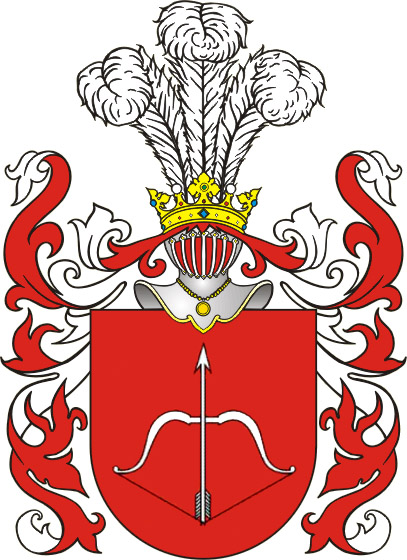
Herb Łuk
Herb Mądrostki
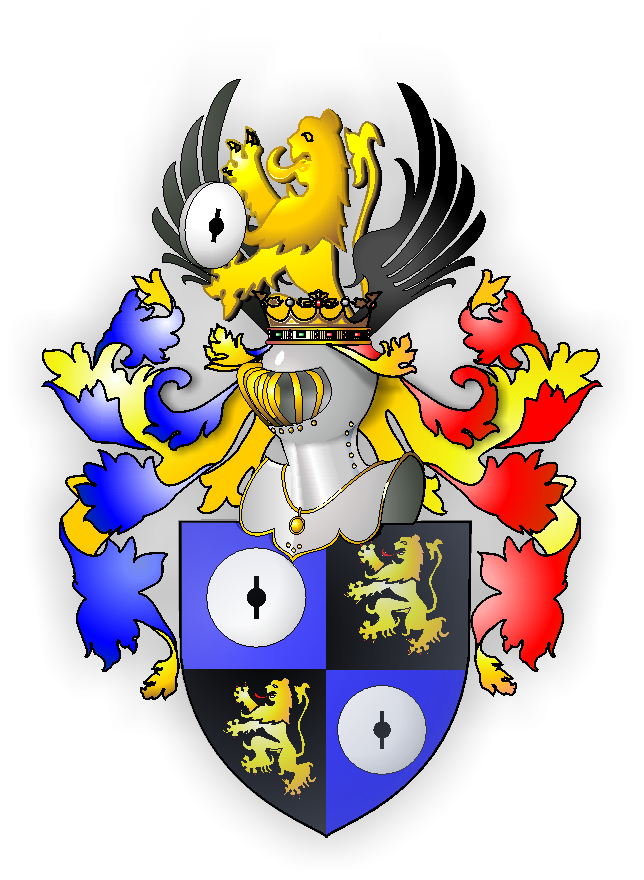
Herb Miller
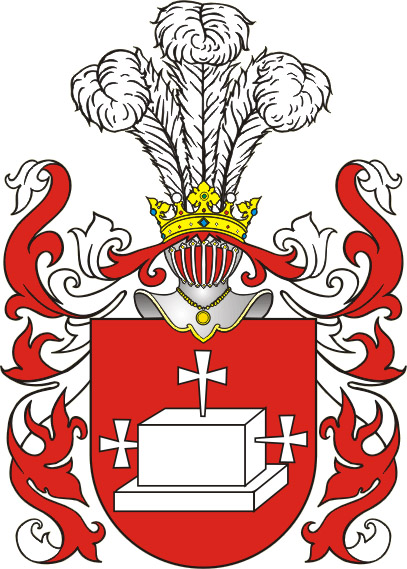
Herb Mogiła
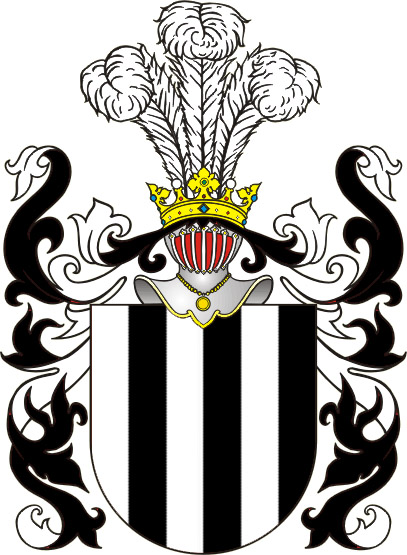
Herb Nabram
Herb Nałęcz
Herb Nieczuja
Herb Niesobia
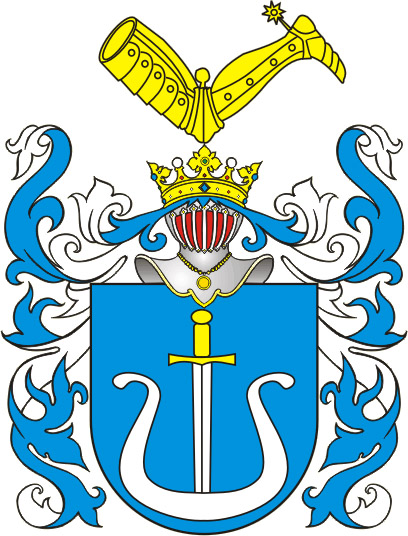
Herb Nowina
Herb Odrowąż
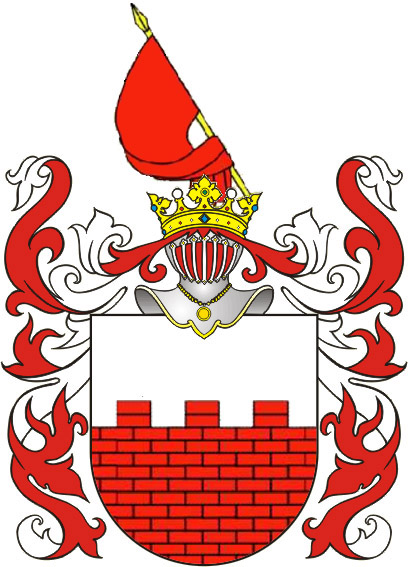
Herb Odwaga
Herb Odyniec
Herb Ogończyk
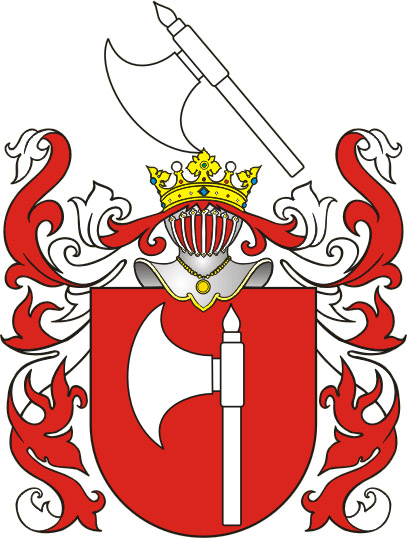
Herb Oksza
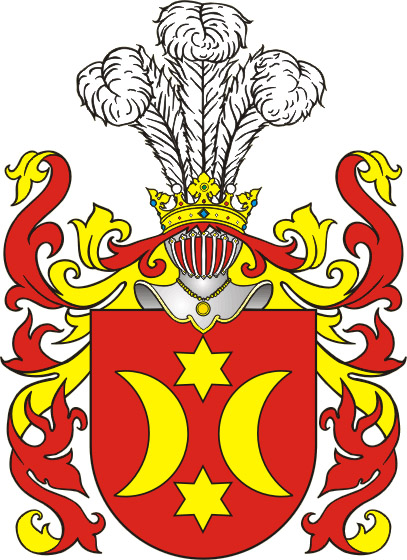
Herb Orda
Herb Orla (auch Saszor)
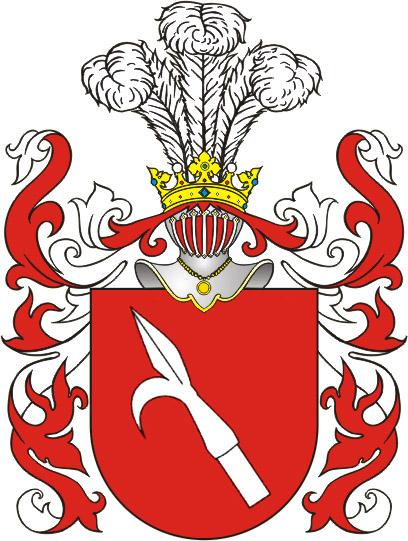
Herb Osek
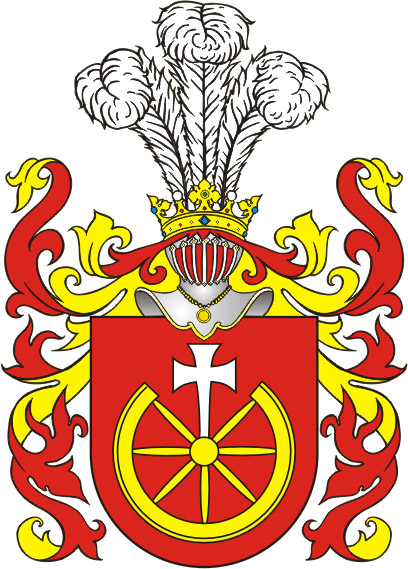
Herb Ossorya
Herb Ostoja
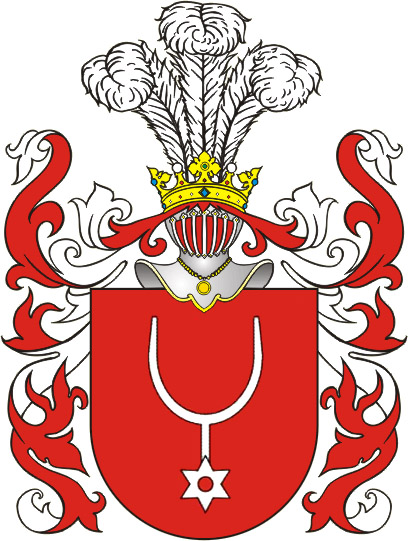
Herb Ostroga
Herb Piastów
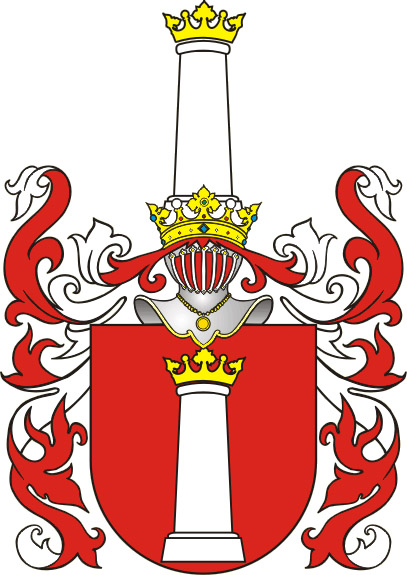
Herb Pierzchała
Herb Pilawa
Herb Piłsudski
Herb Pobóg
Herb Pogoń Litewska
Herb Pogoń Ruska
Herb Półkozic
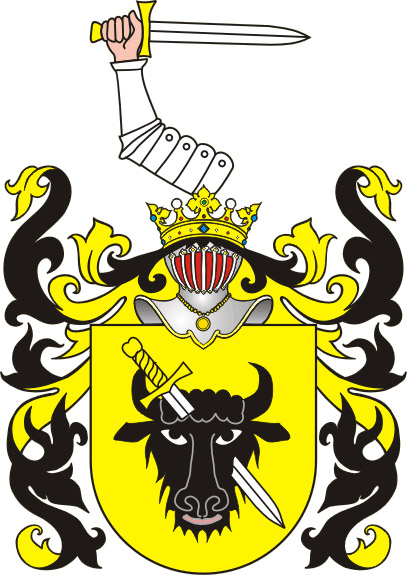
Herb Pomian
Herb Poraj
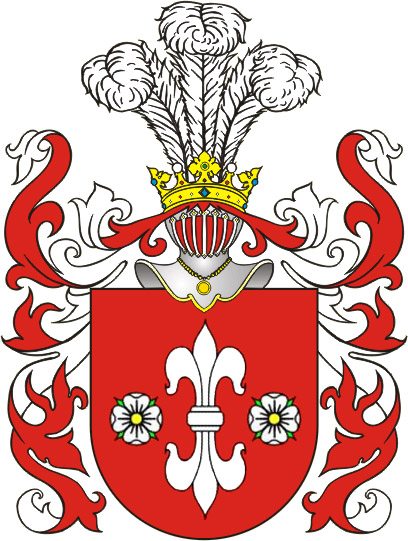
Herb Poronia
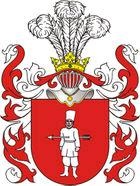
Herb Późniak
Herb Prus I
Herb Prus II (Wilczekosy)
Herb Prus III
Herb Przegonia
Herb Przerowa
Herb Przyjaciel
Herb Puchała
Herb Radwan
Herb Radwan odmienny
Herb Radzislaw
Herb Rawicz
Herb Roch III
Herb Rogala
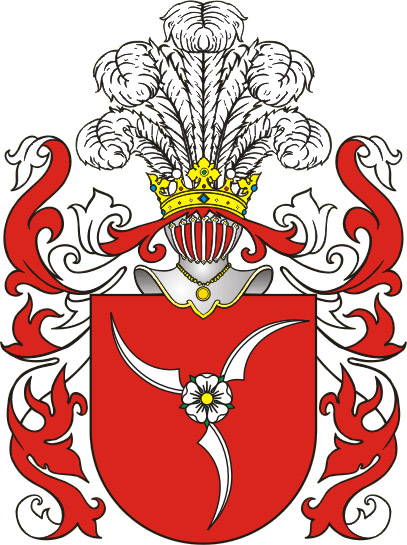
Herb Rola
Herb Rozmiar
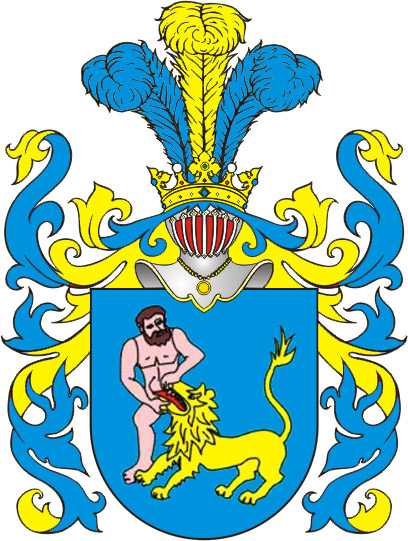
Herb Samson
Herb Sas
Herb Sas – odmiana Garczyński
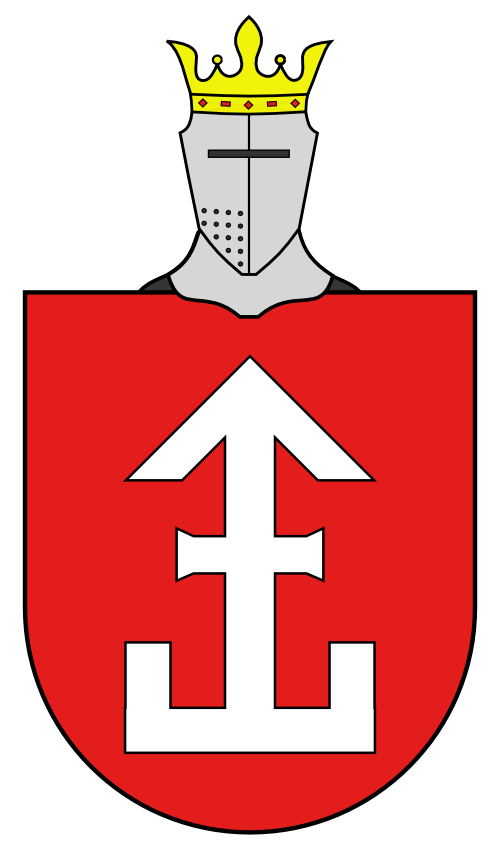
Herb Siekierz
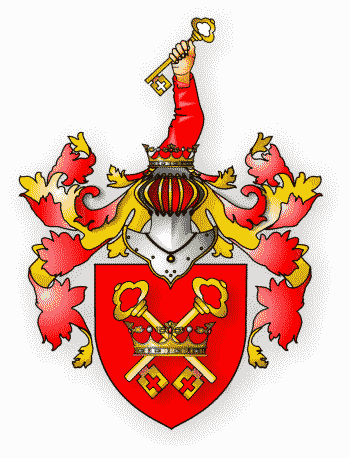
Herb Skarbomierz
Herb Ślepowron (Bujno, Pęszno, Korwin, Corvin, Ślepy Wron)
Herb Starykoń
Herb Straszyński
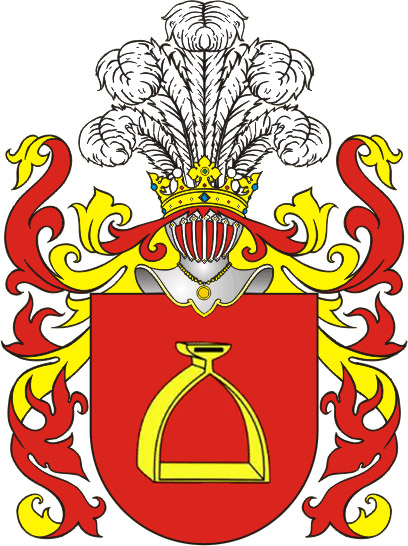
Herb Strzemię
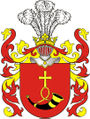
Herb Suchekomnaty
Herb Sulima
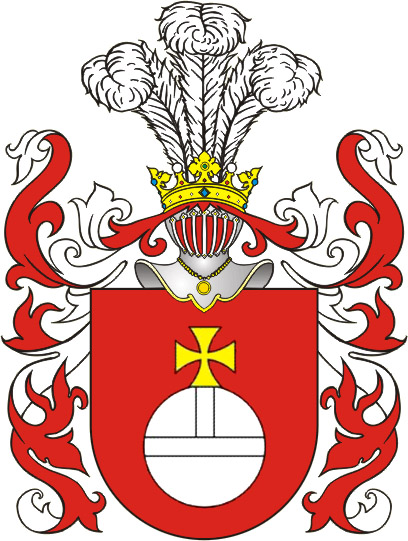
Herb Świąt
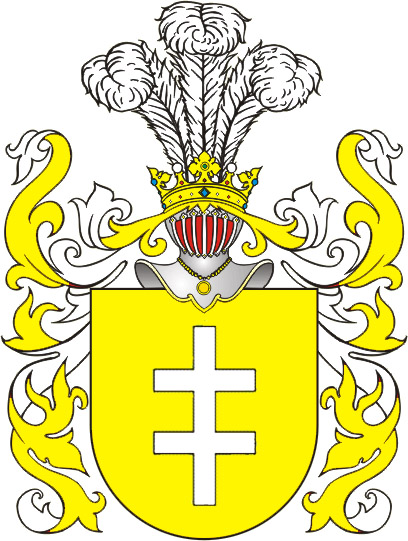
Herb Świeńczyc
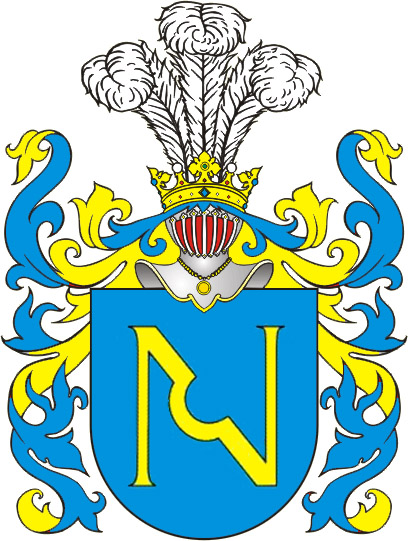
Herb Świerczek
Herb Świnka
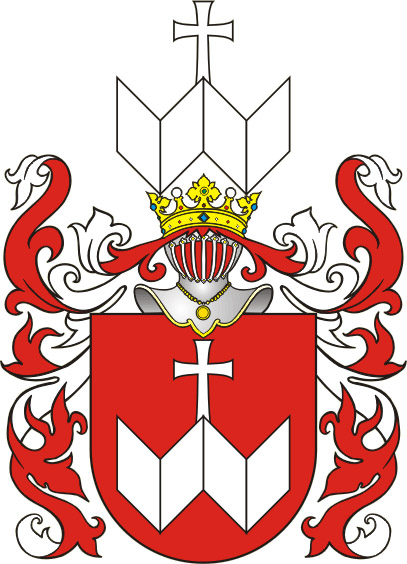
Herb Syrokomla
Herb Szeliga
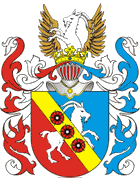
Herb Szembek
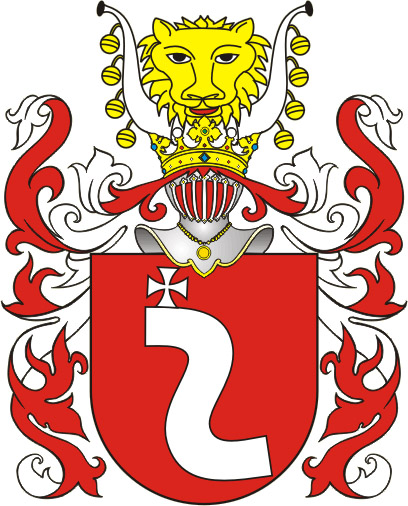
Herb Szreniawa
Herb Tarnawa
Herb Tępa-Podkowa
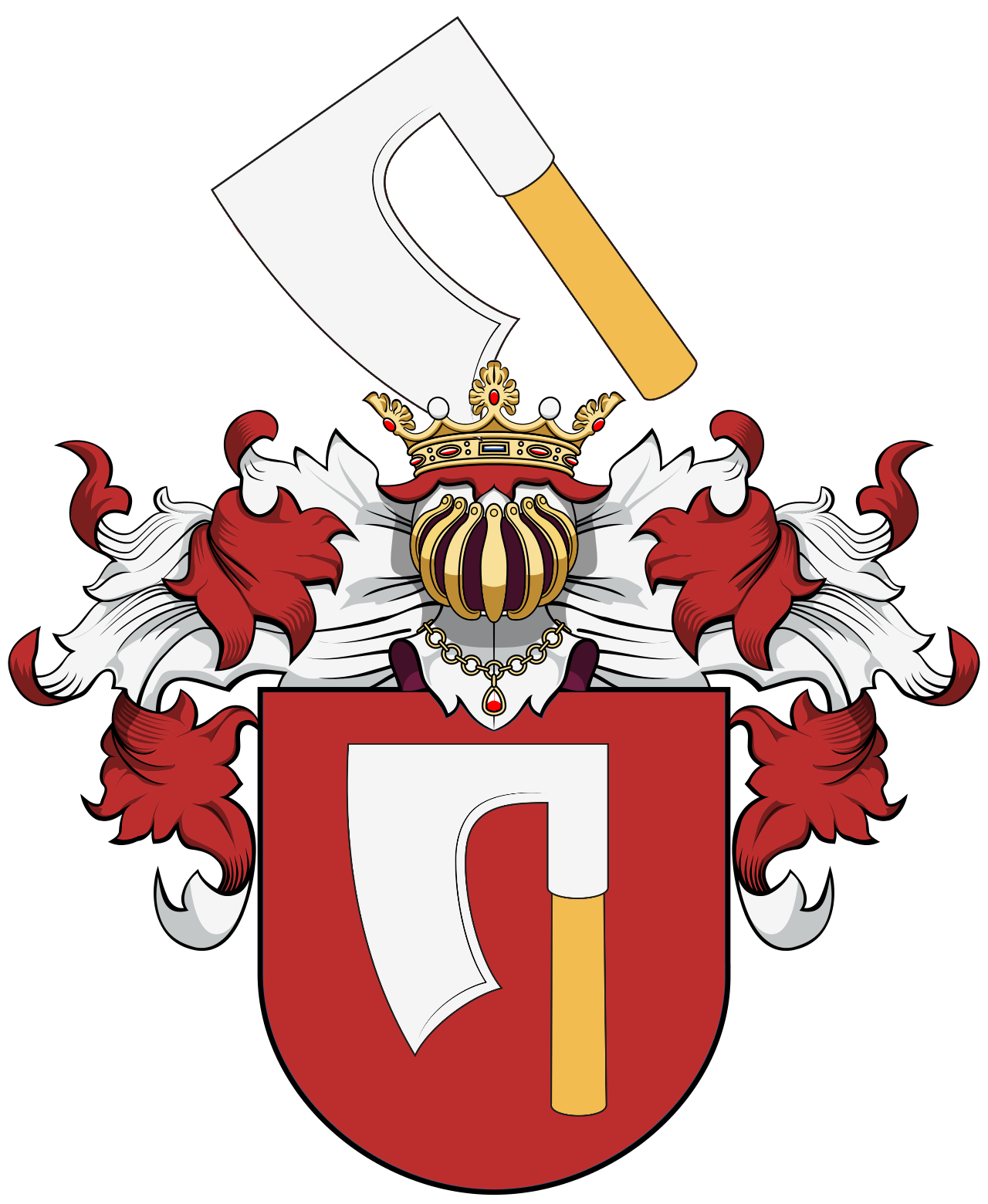
Herb Topór
Herb Trąby
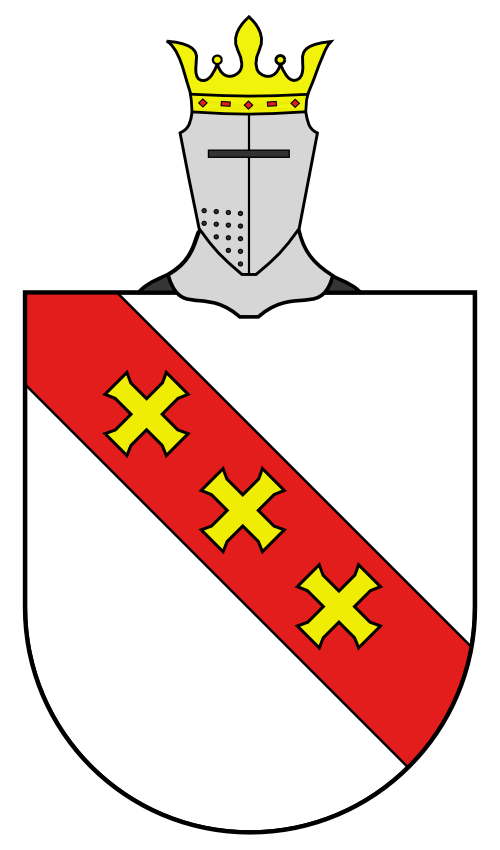
Herb Trestka
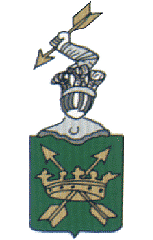
Herb Trójstrzał
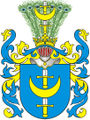
Herb Trzaska
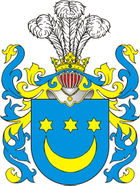
Herb Trzy-Gwiazdy
Herb Trzywdar
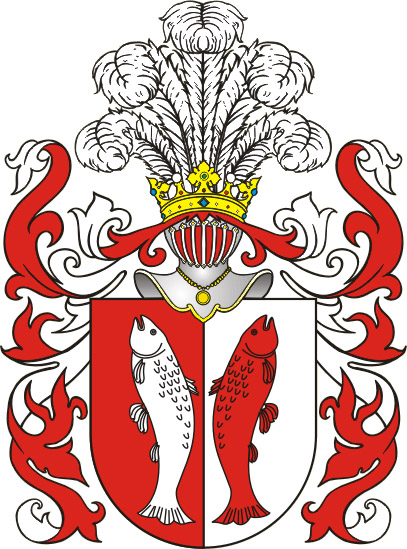
Herb Wadwicz
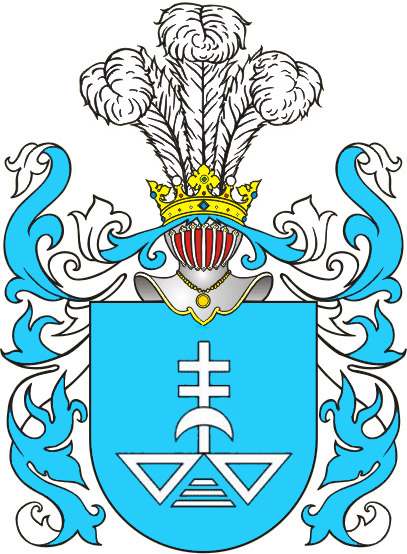
Herb Waga
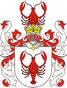
Herb Warnia
Herb Wąż
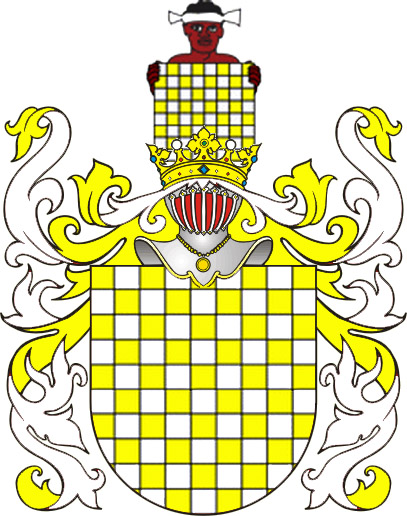
Herb Wczele
Herb Wieniawa
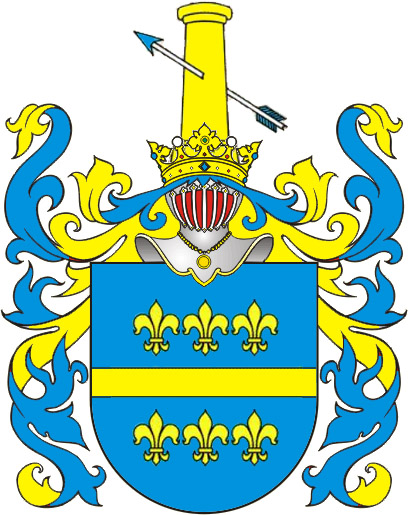
Herb Wierzbna
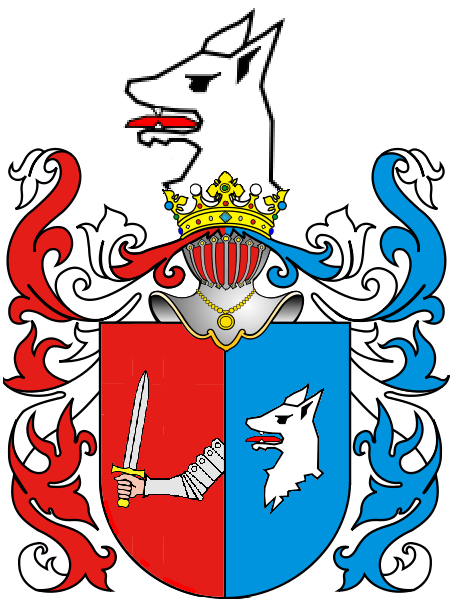
Herb Wilcza Głowa
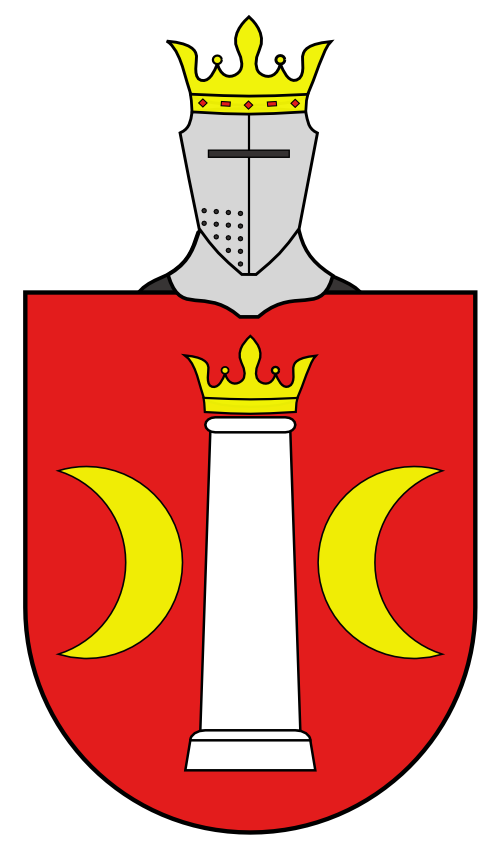
Herb Wysocki
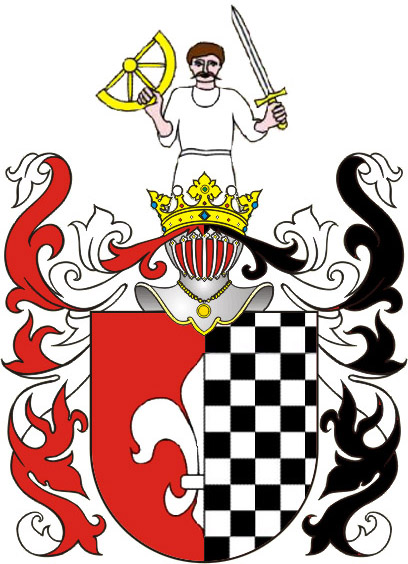
Herb Wyssogota
Herb Zabawa
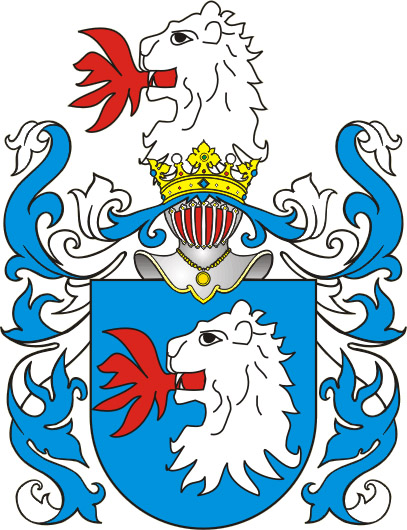
Herb Zadora
Herb Zagłoba
Herb Zaremba
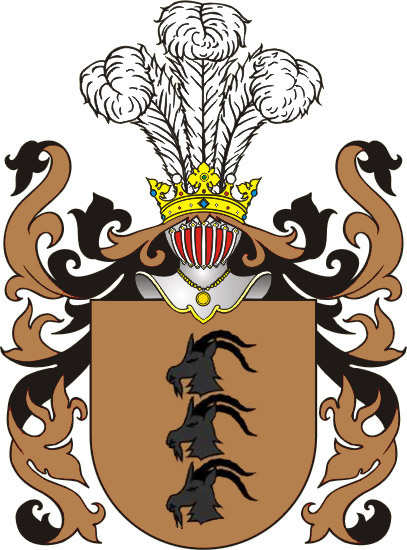
Herb Zerwikaptur
Herb Zetynian
Herb Zgraja (Janina odmiana)

## Eigene Wappen

Herb Janusza I (Warszawski)
Herb Masalski ks. III
Herb Allan
Herb Giejsztor
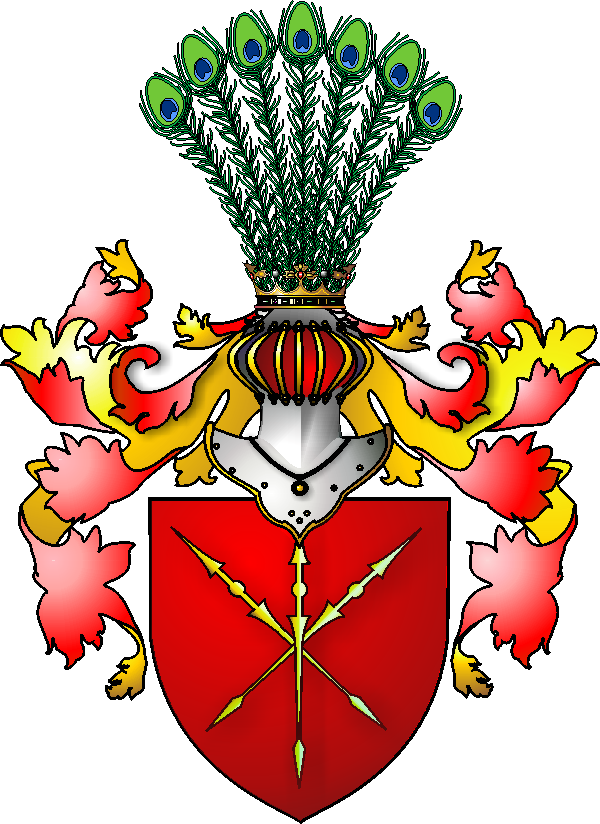
Herb Hilchen
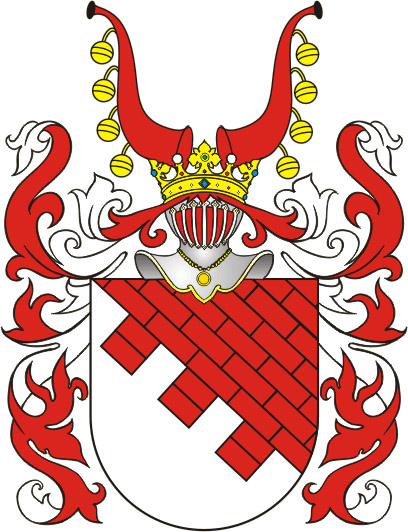
Herb Kozłowski
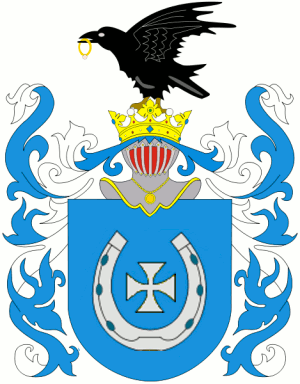
Herb Kurowski
Herb Zawadzki (Ostoja odmiana)

## Adelswappen

Herb ks.J.Poniatowskiego, (z insygniami Marszałka Francji)
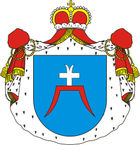
Herb Brama
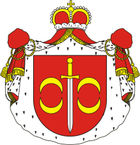
Herb Druck
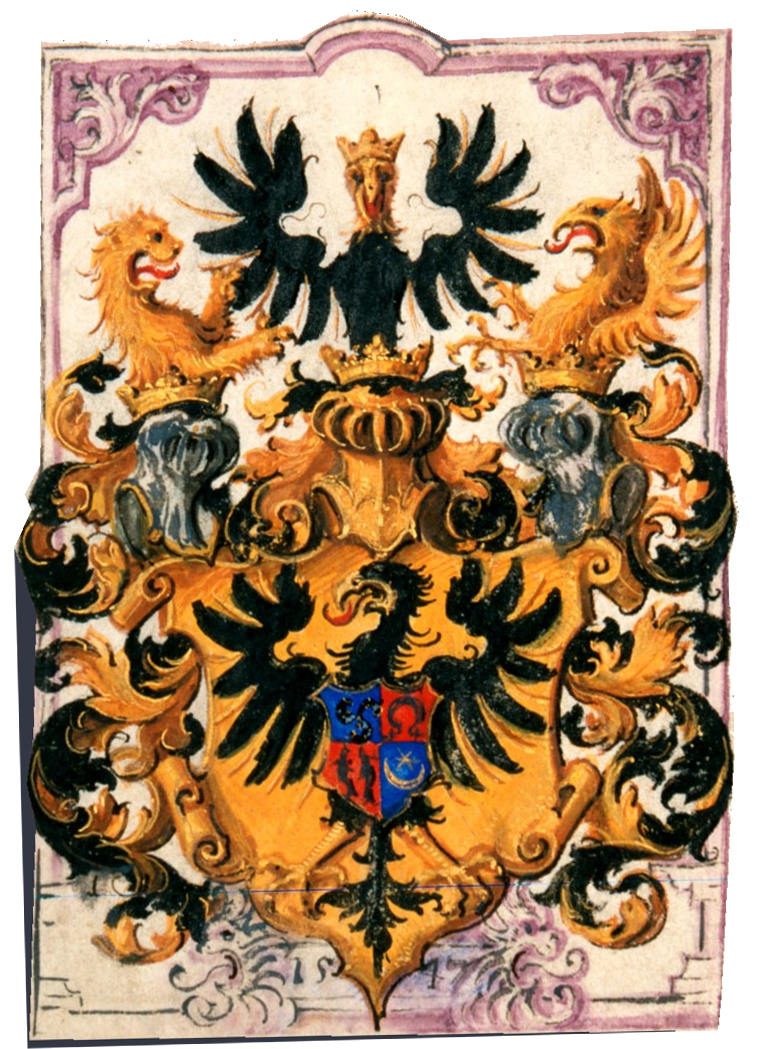
Herb Radziwiłł (Trąby odmiana)
Herb Ostrogski
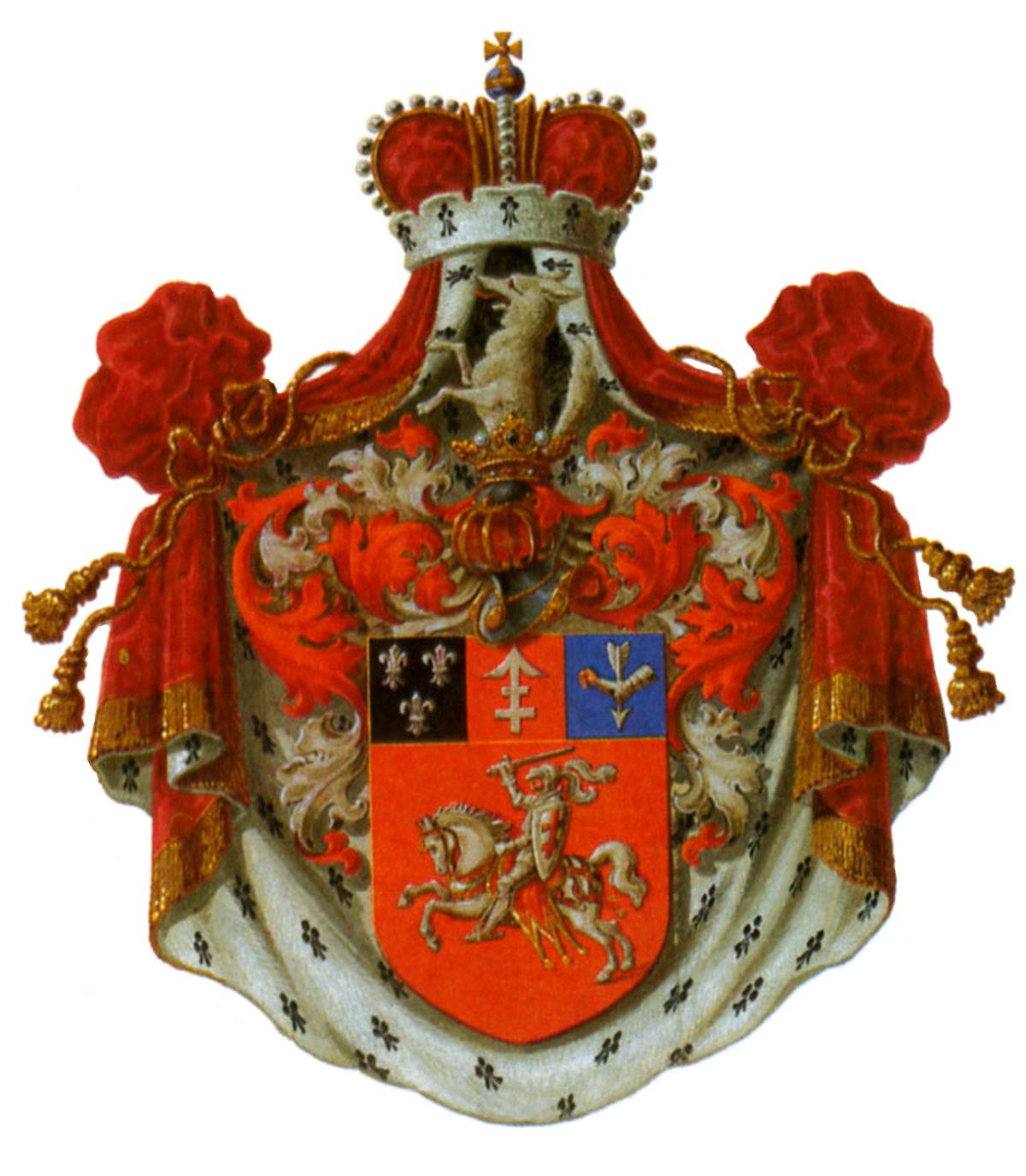
Herb Sapieha (Lis odmiana)
Herb Sołtyk
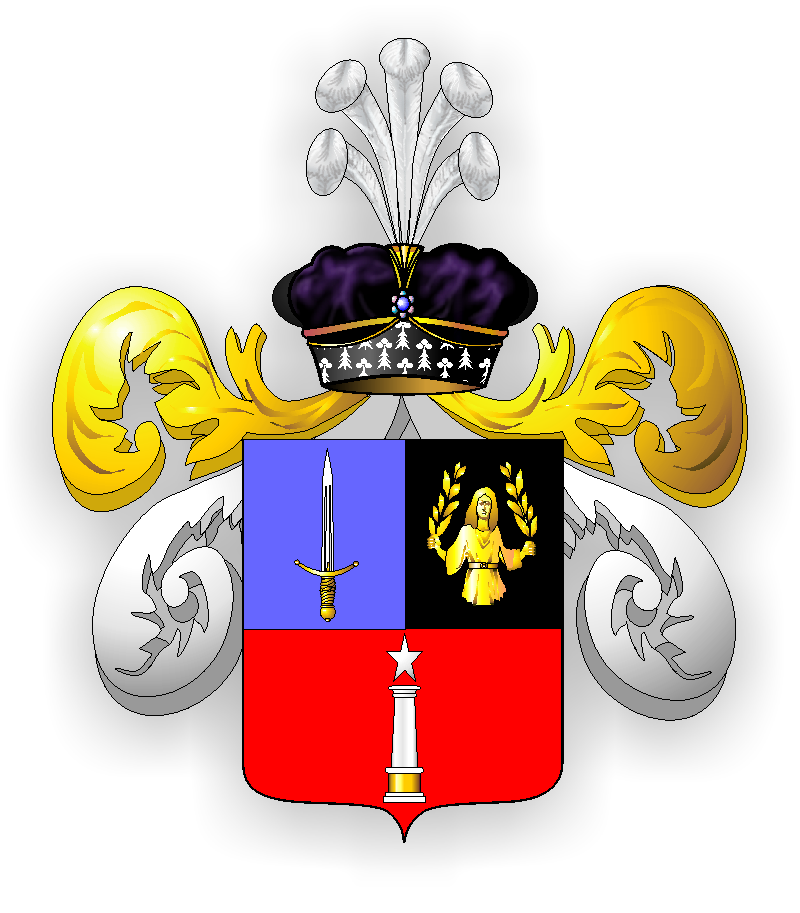
Herb Walewski (Aleksander hr. Colonna-Walewski)